# Fairton
Fairton és una concentració de població designada pel cens dels Estats Units a l'estat de Nova Jersey. Segons el cens del 2000 tenia 2.253 habitants.

## Demografia
Segons el cens del 2000, Fairton tenia 2.253 habitants, 474 habitatges, i 334 famílies. La densitat de població era de 308,5 habitants/km².
Dels 474 habitatges en un 26,8% hi vivien nens de menys de 18 anys, en un 53% hi vivien parelles casades, en un 11,8% dones solteres, i en un 29,5% no eren unitats familiars. En el 24,9% dels habitatges hi vivien persones soles l'11,4% de les quals corresponia a persones de 65 anys o més que vivien soles. El nombre mitjà de persones vivint en cada habitatge era de 2,46 i el nombre mitjà de persones que vivien en cada família era de 2,92.
Per edats la població es repartia de la següent manera: un 11,5% tenia menys de 18 anys, un 9% entre 18 i 24, un 48% entre 25 i 44, un 23,3% de 45 a 60 i un 8,3% 65 anys o més.
L'edat mediana era de 36 anys. Per cada 100 dones de 18 o més anys hi havia 313,9 homes.
La renda mediana per habitatge era de 37.962 $ i la renda mediana per família de 41.000 $. Els homes tenien una renda mediana de 30.750 $ mentre que les dones 25.326 $. La renda per capita de la població era de 20.005 $. Aproximadament el 3,1% de les famílies i el 5,9% de la població estaven per davall del llindar de pobresa.

## Poblacions més properes
El següent diagrama mostra les poblacions més properes.